# John Dreyer (calciatore)
John Brian Dreier (Alnwick, 11 giugno 1963) è un allenatore di calcio ed ex calciatore inglese, di ruolo difensore.

## Carriera

### Giocatore
Dopo aver giocato nei semiprofessionisti del Wallingford Town nel gennaio del 1985 viene tesserato dall'Oxford Utd, club con cui nella sua prima stagione da professionista vince la seconda divisione inglese. L'anno seguente viene per un breve periodo ceduto in prestito al Torquay Utd, con cui gioca 5 partite in quarta divisione, per poi tornare all'Oxford United, che vince la Coppa di Lega. Nella stagione 1986-1987 gioca le sue prime partite nel club, totalizzando 25 presenze ed una rete in prima divisione; l'anno seguente gioca ulteriori 35 partite di campionato, ed a fine anno viene ceduto al Luton Town, sempre in prima divisione.
Qui gioca per ulteriori 4 stagioni in prima divisione: nella stagione 1988-1989 viene impiegato con minor frequenza e totalizza 18 presenze, mentre nelle 3 annate successive gioca stabilmente da titolare (38, 38 e 40 presenze rispettivamente); gioca con gli Hatters anche per 2 ulteriori stagioni in seconda divisione, totalizzandovi 78 presenze e 5 reti. Al termine della stagione 1993-1994 viene ceduto allo Stoke City, con cui gioca per 2 stagioni e mezzo in seconda divisione, intervallate anche da un prestito al Bolton (con cui vince i play-off), sempre nella medesima categoria. Veste quindi la maglia del Bradford City, con cui gioca per 2 stagioni e mezza in seconda divisione (56 presenze ed una rete) e per una stagione (la 1999-2000) in prima divisione, in cui realizza un gol in 14 partite giocate. Nella stagione 2000-2001 gioca in terza divisione con il Cambridge Utd, totalizzando 40 presenze. Dal 2001 al 2003 gioca 26 partite e segna 2 gol in Football Conference (quinta divisione, e più alto livello calcistico inglese al di fuori della Football League) con lo Stevenage, di cui nel gennaio del 2003 diventa per un breve periodo anche allenatore (3 vittorie, un pareggio ed una sconfitta in 5 incontri di campionato).
In carriera ha totalizzato complessivamente 209 presenze ed 11 reti nella prima divisione inglese.

### Allenatore
Dopo la breve parentesi allo Stevenage, si ritira definitivamente ed inizia ad allenare. Nella stagione 2003-2004 guida il Maidenhead Utd, club di sesta divisione, con cui raggiunge i quarti di finale di FA Trophy e conquista un piazzamento tale da garantire al club l'accesso al nascente campionato di Conference South; viene riconfermato anche per la stagione 2004-2005, ma nel novembre del 2004 si dimette dall'incarico. Dal 2006 al 2008 lavora come vice al Rushden & Diamonds, mentre dal 2008 al 2012 ricopre un ruolo analogo allo Stevenage. Nel gennaio del 2012 passa come vice al Preston N.E., club di terza divisione, ricoprendo tale incarico fino al gennaio del 2016 (con anche una parentesi come allenatore ad interim del club nel febbraio del 2013). In seguito lavora come vice anche al Northampton Town ed al Southport, mentre nel 2018 allena per un breve periodo i semiprofessionisti del Ware, in Isthmian League South Central Division (ottava divisione); dal 2019 al 2020 lavora come vice all'Oldham Athletic, per poi nel 2022 andare a ricoprire un ruolo analogo al Barnet.

## Palmarès

### Giocatore

#### Competizioni nazionali
- Coppa di Lega inglese: 1

Oxford United: 1985-1986
- Campionato inglese di seconda divisione: 1

Oxford United: 1984-1985